# Medea Abrahamyan
Medea Vardani Abrahamyan (Ereván, República Socialista Soviética de Armenia, 8 de marzo de 1932-3 de marzo de 2021) fue una violonchelista armenia, Artista del Pueblo de la URSS (1980), solista de la Filarmónica Armenia desde 1956 y profesora del Conservatorio Estatal Komitas de Ereván (1983).

## Biografía
Medea Abrahamyan estudió durante diez años en la Escuela de Música Tchaikovsky de Ereván, primero en las clases de Konstantin Khizanyan y Levon Grigoryan de la Escuela de Música de Chaikovski (entre 1941 y 1950) y más tarde el Conservatorio Estatal Komitas en las clases de Levon Grigoryan (entre 1950 y 1953). Posteriormente asistió al Conservatorio de Moscú donde fue una de las alumnas del violonchelista Mstislav Rostropóvich, y se graduó en 1956. En 1955 ganó el segundo puesto del Concurso Internacional de violonchelistas de Praga.

## Trayectoria
Medea Abrahamyan actuó en numerosas salas de conciertos de diferentes países del mundo, como el Carnegie Hall de Nueva York, el Teatro de los Campos Elíseos y la Sala Pleyel de París, el Teatro Colón de Buenos Aires, el Gran Teatro de Luxemburgo y el Teatro Bolshói de Moscú. 
Fue miembro y presidenta de jurados de varios festivales internacionales de música e impartió clases magistrales en distintos países. Junto a sus interpretaciones de obras de compositores clásicos y contemporáneos, las obras para violonchelo de compositores armenios constituyeron una parte importante de sus actuaciones. Además, interpretó la mayoría de estas obras, que fueron creadas con su participación directa y dedicadas a ella, por primera vez.

Abrahamyan en 1958

Además de sus conciertos, Abrahamyan impartió clases en el Conservatorio Estatal Komitas de Ereván, donde fue nombrada profesora titular en 1983, y en la Escuela Tchaikovsky, durante décadas. Ha enseñado a estudiantes de distintas nacionalidades y educado a generaciones de músicos en su aula, que ahora es ampliamente reconocida no sólo en Armenia, sino también en el extranjero.
El presidente de la Asamblea Nacional de Armenia, Galust Sahakyan, la felicitó en su 85 cumpleaños por su dedicación al arte:

Usted ha dedicado toda su vida al arte, siendo una de los fundadores de la escuela de violonchelo armenia y una de las mejores intérpretes de nuestra escuela. Su habilidad de interpretación virtuosa ha admirado al público durante décadas en diferentes países del mundo. 
 Hoy, con esfuerzo y dedicación continuos, usted pone sus conocimientos y habilidades al servicio de la educación de las generaciones y el descubrimiento de jóvenes talentos, lo cual es una gran contribución al futuro del arte musical armenio.
Galust Sahakyan, Presidente de la Asamblea Nacional de Armenia (2017)

## Reconocimientos
- 1973, Premio estatal de la RSS de Armenia.[4]
- 1980, Artista del Pueblo de la RSS de Armenia.[2]
- 2007, Caballero de las artes de Armenia.[4]
- 2012, Medalla de honor de la República de Armenia.[7]
- 2017, Gran Premio del Festival de Música Pan-Armenia de Nairi.[4]
- 2018, Medalla de oro conmemorativa de la Sociedad musical de Armenia.[5]